# 阿道夫·瓦泽
阿道夫·瓦泽（德語：Adolf Waser，1938年2月5日—），瑞士男子赛艇运动员。他曾代表瑞士参加世界赛艇锦标赛，获得一枚铜牌。他也曾参加1964年夏季奥林匹克运动会。